# Іваницький Олександр Володимирович
Іваницький Олександр Володимирович (10 грудня 1937, Ярова, Краснолиманський район, Донецька область, Українська РСР, СРСР — 22 липня 2020) — заслужений майстер спорту СРСР, олімпійський чемпіон (1964), чотириразовий чемпіон світу (1962—1963, 1965—1966) та чемпіон СРСР (1964—1965) зі спортивної боротьби, популярний спортивний радіотележурналіст, педагог, письменник, член Бюро спортивних експертів Євробачення.

## Біографія
Народився в сільській родині. Батько — Іваницький Володимир Селіверстович, мати — Іваницькая Марія Михайлівна. У 4-річному віці майбутній борець пережив Ленінградську блокаду. Його і брата Юрія врятувала Дорога життя, прокладена по льоду Ладозького озера. Виснажених, опухлих з голоду братів вивезли по Ладозі в тил. Потім, після повернення в звільнене від блокади місто, були початкова школа та дворовий спорт: козаки-розбійники, футбол і хокей (де шайбу замінювала порожня консервна бляшанка), лижі й ковзани, а ще — єдиний на весь двір велосипед, перегони на самокатах та інша дитяча «спортивна самодіяльність». Тож не дивно, що один лише цей ленінградський двір (так звана «Дурдинка» — будинок із башточкою на розі Обвідного каналу і Ліговського проспекту) дав країні двох олімпійських чемпіонів: Ельвіру Озоліну, переможницю в метанні списа (Рим; 1960) і борця-важковаговика Олександра Іваницького, котрий завоював перше своє «олімпійське золото» в Токіо в 1964 р.
Іваницький якось зізнався, що раніше ніколи, навіть у найсміливіших своїх дитячих і юнацьких мріях, не бачив себе ані спортсменом, ані тим більше борцем. Коли вчився в технікумі, відвідував музичний гурток: навчився грати на контрабасі, згодом почав освоювати саксофон. Вважав, що «великий спорт» — не для нього. У спортзал ледь не за руку його привів приятель, який почув, що там шукають високорослих хлопців. Олександру тоді виповнилося 17 років, він виріс під 190 сантиметрів, і хоча не міг жодного разу підтягнутися на руках на турніку, зважився переступити поріг залу. Буквально через місяць відбувся чемпіонат Ленінграда з боротьби самбо серед хлопців, і сталося справжнє диво: Олександр став чемпіоном міста у важкій вазі.
Його поява на спортивній арені в ролі важкоатлета (вірніше — суперважкоатлета) фактично поклала початок новому типові спортсменів цієї вагової категорії. Раніше справжнім важкоатлетом вважався лише той борець, хто мав вагу не менше 125 кг, і на килимі панували багатирі вагою і під 140, і під 200 кг. Олександр став родоначальником абсолютно іншого типу атлетів — високий, міцний (бойова вага 105—107 кг), статурний і, головне, озброєний відмінною технікою. У швидкості виконання прийомів, їх різноманітності, тактичному малюнку поєдинку він не поступався борцям легких вагових категорій. Прямим спадкоємцем цього стилю в подальшому став важкоатлет Олександр Медвєдь, триразовий олімпійський чемпіон. А в класичній боротьбі подібний типаж представлений уже сучасним атлетом, також трикратним олімпійським чемпіоном, легендарним Олександром Кареліним.
У 1957 р. О. Іваницький закінчив Ленінградський радіотехнікум за спеціальністю «гідроакустика». У 1966 р. отримав диплом Державного центрального інституту фізичної культури (ДЦІФК) у Москві (педагогічний факультет). У 1979 р. закінчив Академію суспільних наук при ЦК КПРС (факультет журналістики).
Починаючи з 1962 р. О. Іваницький активно заявляє про себе в пресі. Він написав ряд книг, зокрема «Тайная сила ростка», «Удаль молодецкая», став автором документальних телефільмів (серед них — «Залог победы», «Жизнь после жизни»). Крім того, він займався викладацькою діяльністю на факультеті журналістики МДУ ім. М. Ломоносова, де у період підготовки до московської Олімпіади організував і факультативно прочитав спецкурс «Спортивна телерадіожурналістика».
Після завершення спортивної кар'єри в 1967 р., кілька років працював у відділі спортивної та оборонно-масової роботи при ЦК ВЛКСМ на посаді заступника завідувача відділу. Відповідав за розвиток масових підліткових змагань «Шкіряний м'яч» (футбол) і «Золота шайба» (дворовий дитячий хокей). У 1973 р. був призначений головним редактором головної редакції спортивних програм Держтелерадіо СРСР. Однак у своїй кар'єрі спортивного коментатора власним найвищим досягненням Олександр Іваницький вважає проведення саме телерепортажів з Олімпіади-80. У цій царині йому вдалося втілити в життя свій оригінальний задум. Іще за 4 роки до Олімпіади він із помічниками відібрав на обласних телестудіях режисерів — і не просто талановитих, а таких, що тяжіли до того чи іншого виду спорту. Потім закріпив кожного режисера за «своїм» улюбленим видом спорту: вони відповідали за його висвітлення на Держтелерадіо, виїжджали на збори в команди та в соціалістичні країни на стажування. А незадовго до проведення Олімпіади-80 Іваницький зумів впровадити у спортивне телебачення ще одну власну новацію, котра розділила стилістику спортивної телережисури на «до і після» Олімпіади. Олександр охрестив її «крупним планом»Великий план[джерело?]. Раніше перебіг змагань з усіх видів спорту телекамера відслідковувала дещо відсторонено — нібито з висоти пташиного польоту. Однак ця телекартинка, на думку Олександра, була позбавлена живих емоцій, тобто їй бракувало динаміки, великих планів: облич гравців, тренерів, уболівальників. Довго довелося переконувати телережисерів, але все-таки вийшло так, як задумав Іваницький. Було знайдено таку відповідність у використанні великого плану, що не заважала трансляції, а, навпаки, збагачувала її, насичуючи емоціями, властивими будь-якому змаганню, й вироблено миттєву «кнопкову реакцію», яка давала змогу в лічені секунди давати потрібний план, перемикаючи телекамери, й насичувати екран реаліями спортивних протистоянь. Тож саме на московській Олімпіаді вперше у світовій практиці це запропоноване Іваницьким нововведення було успішно апробовано.
У 1991 р. О. Іваницький перейшов працювати на новий телеканал РТР, де очолив спортивну редакцію «Арена». Виступив ініціатором створення першого в історії Росії спеціалізованого спортивного супутникового телеканалу «Метеор-спорт» (1996). Канал працював в експериментальному режимі протягом місяця, цілодобово висвітлюючи перипетії подій на літніх Олімпійських іграх в Атланті.
Із 1993 р. Олександр Іваницький — член Бюро спортивних експертів Євробачення. Протягом трьох днів його шукали поліція, волонтери, рятувальники з вертольотом та водолази.
22 липня 2020 року 82-річний ветеран спорту пішов у ліс за грибами і не повернувся. Його тіло було знайдено в річці Вейна Рузького району Московської області.